# رولز-رویس ایگل
رولز-رویس ایگل (به انگلیسی: Rolls-Royce Eagle) یک موتور هواگرد ساختِ کارخانهٔ رولز-رویس لیمیتد در کشور بریتانیا است.